# Pegusa triophthalma
Pegusa triophthalma és un peix teleosti de la família dels soleids i de l'ordre dels pleuronectiformes.

## Alimentació
Menja mol·luscs i d'altres invertebrats.

## Hàbitat
Viu als fons sorrencs.

## Distribució geogràfica
Es troba a les costes de l'Atlàntic Oriental Central (des de Mauritània fins al golf de Guinea).